# Comuna Dimovo, Vidin
Obștina Dimovo (comuna Dimovo) este o unitate administrativă în regiunea Vidin din Bulgaria. Cuprinde un număr de 23 localități (22 sate și 1 oraș). Reședința sa este orașul Dimovo.

## Localități componente
| - Arcear - Bela - Dălgo Pole - Darjanița - Dimovo - Gara Oreșeț - Ianioveț - Iarlovița - Izvor - Karbinți - Kladorub - Kosticiovți | - Lagoșevți - Mali Drenoveț - Medovnița - Oreșeț - Ostrokapți - Septemvriiți - Șipot - Skomlea - Vărbovceț - Vladicenți - Vodnianți |

## Demografie
Componența etnică a comunei Dimovo
     Romi (12,52%)
     Bulgari (82,79%)
     Nicio identificare (4,34%)
     Altele (0,95%)
La recensământul din 2011, populația comunei Dimovo era de 6.514 locuitori. Din punct de vedere etnic, majoritatea locuitorilor (82,79%) erau bulgari, cu o minoritate de romi (12,52%). Pentru 4,34% din locuitori nu este cunoscută apartenența etnică.